# جوزفین پترسن
جوزفین فریدا پترسن (نروژی: Josefine Frida Pettersen، زاده ۱۸ مهٔ ۱۹۹۶) یک بازیگر اهل کشور نروژ است که با بازی در سریال SKAM به شهرت رسید.
او اولین حضور تلویزیونی خود را در سریال "Next Summer" شبکهٔ TVNorge تجربه کرد و با بازی در نقش نورا آمالی سأتر در مجموعه تلویزیونی شرم به شهرت رسید و نامزد دریافت جایزهٔ بهترین بازیگر از نگاه تماشاگران در فستیوال سالانه Gullruten شد

## فیلم‌شناسی

### تلویزیون
| سال     | عنوان        | نقش             |
| ------- | ------------ | --------------- |
| ۲۰۱۴–۱۵ | Neste Sommer | دختر رئیس       |
| ۲۰۱۵–۱۷ | شرم          | نورا آمالی سأتر |

### تئاتر
| سال  | عنوان                        | نقش     |
| ---- | ---------------------------- | ------- |
| ۲۰۱۷ | رابین هود - رآی رآی در شروود | سامانتا |